# Frojach-Katsch
Frojach-Katsch est une ancienne commune autrichienne du district de Murau en Styrie.
Depuis le premier janvier 2015 elle fait partie de la municipalité nouvelle de Teufenbach-Katsch.